# Gaoussou Ouattara
Gaoussou Ouattara, né vers 1933 et mort en octobre 2012, était une personnalité politique ivoirienne.

## Famille
Il est le descendant de l'empereur Sékou Oumar Ouattara (1665-1745), premier roi de la dynastie des Ouattara de l'empire Kong, à cheval sur les actuels Mali, Ghana, Burkina Faso et Côte d'Ivoire,, et détruit par Samory Touré en 1897. Il est ainsi le chef de famille des Ouattara de Kong, la grande famille de la localité, et a occupé le siège de la chefferie traditionnelle jusqu’à sa mort.
Il est le frère aîné d’Alassane Ouattara, élu président de la république de Côte d'Ivoire en 2010, et de Téné Birahima Ouattara, ministre des Affaires présidentielles puis ministre de la Défense. Il a également une sœur, Aissiata Ouattara, devenue maire de Gbeleban, le village de leur mère situé dans le Nord-Ouest.

## Carrière politique
Gaoussou Ouattara est d'abord un cadre de l'ancien parti unique, le Parti démocratique de Côte d'Ivoire (PDCI) auquel il a adhéré dès 1949. Longtemps député de Kong, il perd son siège en 1990 contre un autre candidat du PDCI au moment où la multiplicité des candidatures est admise au sein du parti.
Il est un des fondateurs en avril 1994 de sa principale dissidence, le Rassemblement des républicains (RDR). Il est le maire de Kong de 1995 jusqu'à sa mort en 2012, et député de Kong de 1990 à 2000, poste qu'il laisse ensuite volontairement « vacant ». Il a occupé le poste de vice-président à l’Assemblée nationale.
Lorsque la crise « politico-militaire » éclate en Côte d'Ivoire en septembre 2002, il crée le Collectif des rois et chefs traditionnels du Grand Nord. Il est ensuite l'un des vice-présidents du Conseil supérieur des rois et chefs traditionnels de Côte d’Ivoire.
Alors que son jeune frère Alassane avait été écarté de la course présidentielle, il renonce à se présenter comme député de Kong, siège qu’il occupe depuis 1990, pour le laisser se présenter à sa place. Mais lorsque la candidature du d'Alassane Ouattara aux élections législatives de décembre 2000 est également rejetée, il décide de laisser vacant le siège de député de Kong, ce qu'il restera durant les dix ans du régime de Laurent Gbagbo.